# Micromyrtus minutiflora
Micromyrtus minutiflora är en myrtenväxtart som beskrevs av George Bentham. Micromyrtus minutiflora ingår i släktet Micromyrtus och familjen myrtenväxter.
Artens utbredningsområde är New South Wales. Inga underarter finns listade i Catalogue of Life.